# 于右任
于右任（1879年4月11日—1964年11月10日），原名伯循，字誘人，爾後以“誘人”諧音“右任”為名；别署髾心、髯翁，晚年自號太平老人，時人多敬稱其為于老。陕西三原人，籍貫陝西涇陽斗口于村，中華民國開國元勛之一。中國近代政治家、書法家。于右任早年係中國同盟會成員，民國成立之後長年在政府擔任高級官員，尤其擔任監察院院長達34年，是歷史上在任最久的五院院長。同時他也是上海大學首任校長。于右任長髯飄飄，是其一大特徵。

## 早年經歷
于的生母趙氏在其兩歲時病重，將于右任託付給二伯母房氏撫養。7歲入私塾，17歲于右任中秀才，23歲中举人。1900年入西安陕西中学堂。同年8月，八国联军攻陷北京，慈禧太后西逃。10月26日，陕西主政官员强令百姓跪在雨中恭迎圣驾，血气方刚的于右任欲上书建议陕西巡抚岑春煊手刃西太后，重行新政，为同窗好友王麟生阻止，离开西安，重返三原宏道书院。为明心志，21岁的于右任双肩披发，手提砍刀，站在“换太平以颈血，爱自由如发妻”对联前，摄影留念。1903年冬，于右任的第一本诗集《半哭半笑楼草诗》在三原秘密刊行，署名“半哭半笑楼主”，意在表明以八大山人的气节自况，扉页上刊印了他三年前拍摄的这张照片。三原县县令德锐因诗集讥讽时政，“污蔑毁谤”朝廷，又以书中所刊照片为证，告发于右任是“革命党”，陕甘总督升允1904年24岁因刊印《半哭半笑樓詩草》，以“逆竖昌言革命，大逆不道”的罪名密奏朝廷。1904年春，清廷下令革除于右任的功名，查禁诗集，并予通緝，流亡上海。于右任正在开封参加会试，经汉口逃往上海，化名“劉學裕”進入马相伯创办的震旦公學。在震旦學院，于右任受到馬相伯院長的賞識。他開始在《新民叢報》上以“于右任”為名，發表言辭激烈的文章，後在震旦学院肄业。1905年赴日本結識孫中山，加入光复会和同盟会。
于右任先生的晚年回憶作品《懷恩記》裡，有這樣一段話：「陝西提倡新學，最用力而又最徹底的，當推三原朱佛光先生……其弟長安毛俊臣先生，則以經學家而兼擅詞章……因朱先生的關係，又得問業於毛先生」。陝西圖書館第二任館長毛昌傑便是于右任的老師。

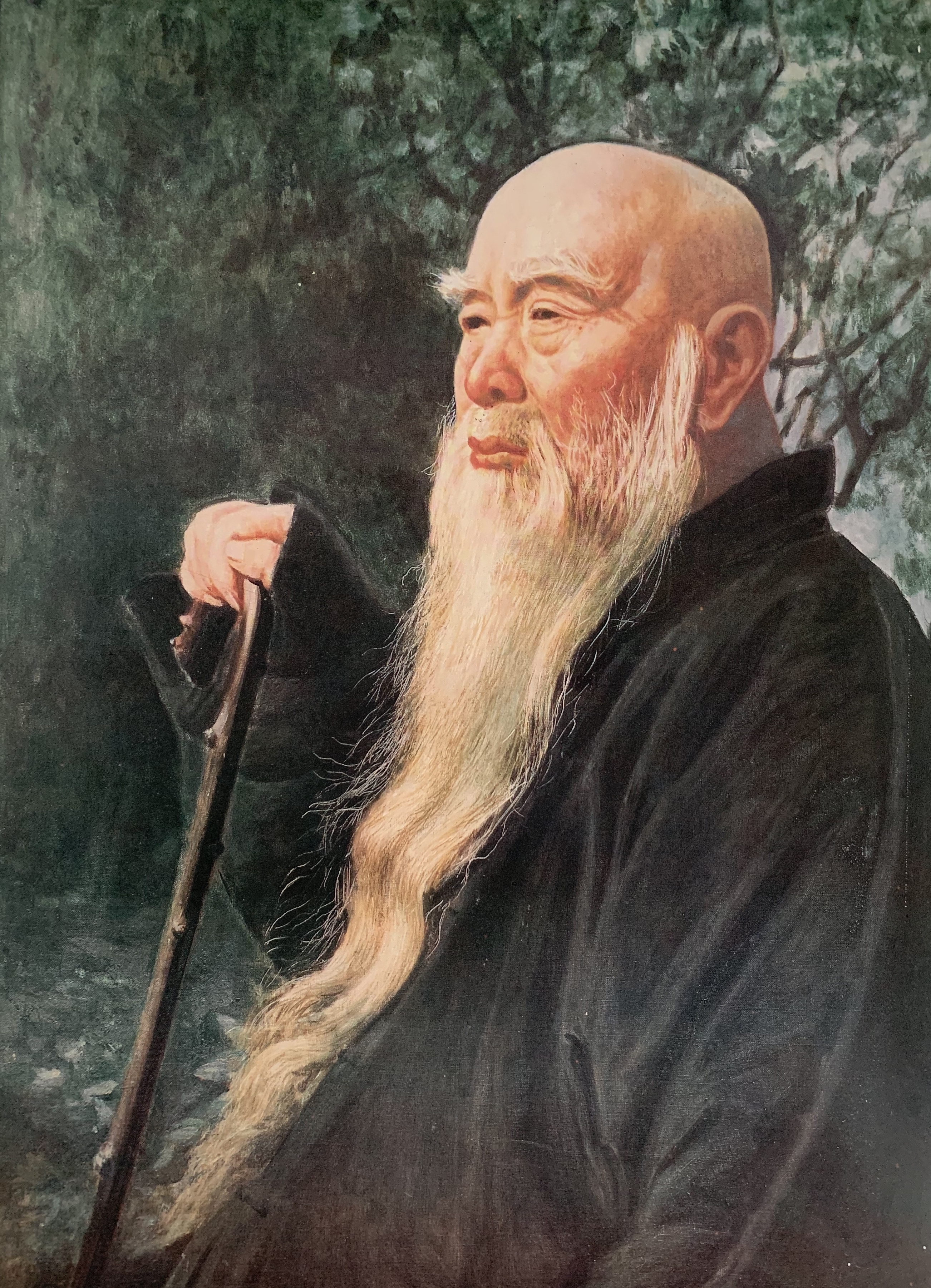
李梅樹於1962年繪製有「太平老人」，即為于右任之肖像畫，今收藏於于右任紀念堂。

## 报人生涯
1907年4月2日，於上海四馬路群學社書店創辦大型日報《神州日報》，雖未聲明是革命派言論機關，但實際上革命傾向非常明顯。創刊後僅80天，因鄰居家失火，殃及報社，編輯、印刷、營業部均被燒毀，于右任無力恢復，自行辭退。離開後經幾個月的籌備，1909年3月26日創辦《民呼日報》，由於負面報導很快遭到清廷控告，被逐出英租界，被迫停刊。停刊兩月後，10月3日，于右任在法租界創辦《民籲日報》。很快由於報導時任日本首相伊藤博文遭朝鮮人安重根刺殺事件傾向性明顯遭到日方抗議，租界當局於1909年11月查封了《民籲日報》。後在沈縵雲資助下於1910年10月11日創辦《民立報》，積極宣傳民主革命。
1913年二次革命失败后，于右任逃亡日本，《民立报》停刊。

## 仕途

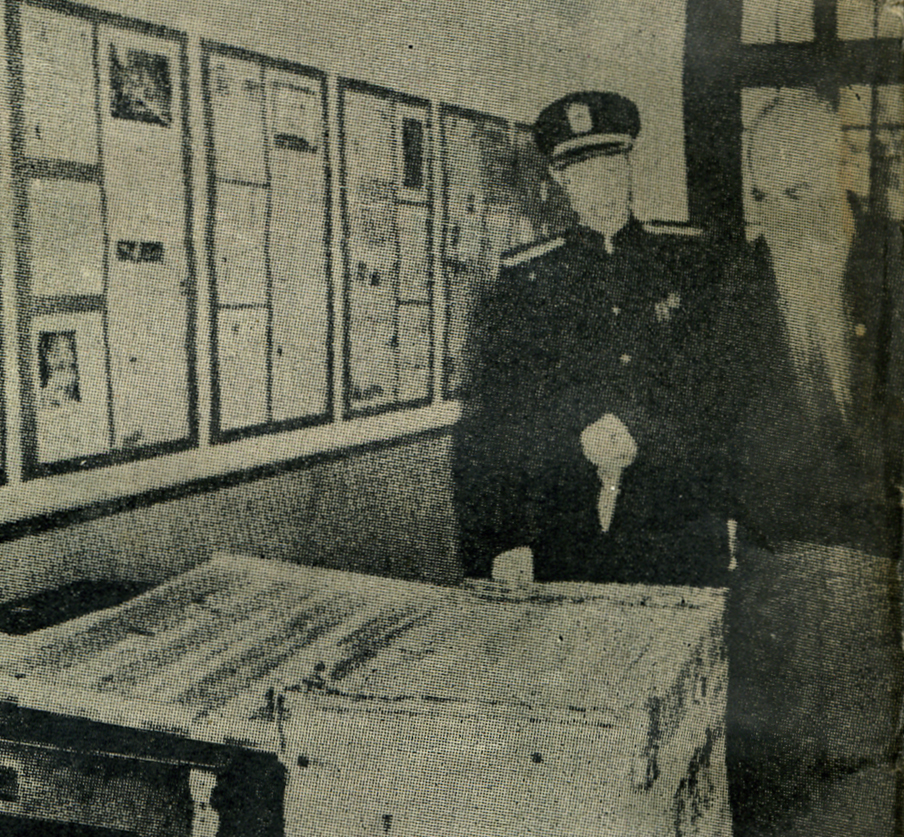
1947年国民大会代表选举國民政府监察院院长于右任投票

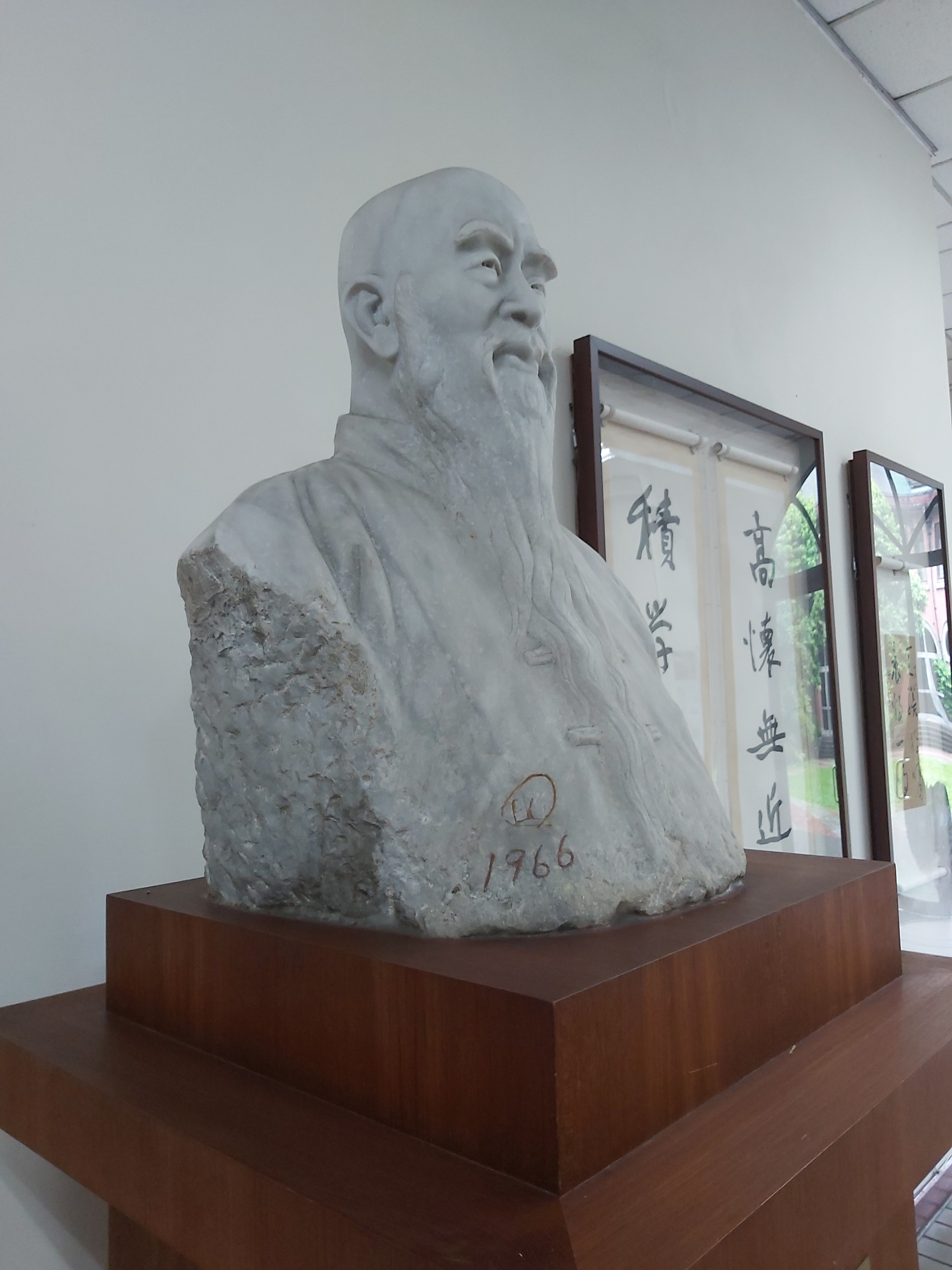
于右任作為行憲後首任監察院院長並長期擔任該職至逝世，因而有「監察之父」的美譽，圖為臺北監察院廳舍委員辦公大樓內的于右任雕像

中華民國成立後，任临时政府交通部次长。隨着孫中山辭去臨時大總統職務，于右任也跟着辭職，僅在任4個月。1918年響應孙中山護法運動，8月8日，得胡景翼等人推舉，擔任陝西靖國軍總司令。
1919年1月5日，孫中山函覆陝西靖國軍總司令于右任，勉其貫徹民治主義，望念國事之艱暨西陲之要任，萬勿遽懷灰心而有引退之意:1040。3月15日，于右任通電南北代表及全國各界，對上海西報所載靖國軍出兵西安一事辟謠，並責北軍仍違約進攻靖國軍:1061。3月19日，于右任電唐紹儀，告以陝西東路為北軍占去，靖國軍關山吃緊，乾縣之圍愈急，次日又電稱「各處戰爭，仍未停止」:1063。4月4日，陝西靖國軍總、副司令于右任、張鈁通電南北有關各方，告以「乾縣敵軍仍行攻擊」，4月12日于、張專電朱啟鈐，稱「乾縣圍尚未解……戰事未已」，並謂陝西劃界監視員張瑞璣處陳樹藩勢力範圍中，「其言論行動難保不為所利用，一切電函切祈慎察」:1068。4月15日，于右任、張鈁聯名電唐紹儀、朱啟鈐，指責張瑞璣關於陝省停戰通電，違背事實，蒙蔽和會，污蔑靖國軍:1073。
1922年在上海，于右任參加創辦上海大学。1924年出席国民党一大。年底陪同孙中山北上赴京。
1926年1月，任陝西省政府主席，後代表中國國民黨赴蘇聯促馮玉祥速回國參加國民革命軍北伐。馮玉祥由蘇俄回國，督率所部橫越朔漠，經過寧夏，進入甘肅，以孫良誠為援陝總指揮:8。于右任先由五原起行，兼程回陝西收集國民二軍及國民三軍餘部，組成聯軍，率領7個師大軍，東進援救陝西:8。
1927年6月，國民政府指任于右任为陝西省政府主席。國民革命軍北伐統一全國后，于右任歷任审计院。1931年监察院院长，共任監察院院長34年。
1932年秋，籌備建設國立西北農林專科學校（今西北農林科技大學），並就任首任校長。

## 晚年經歷

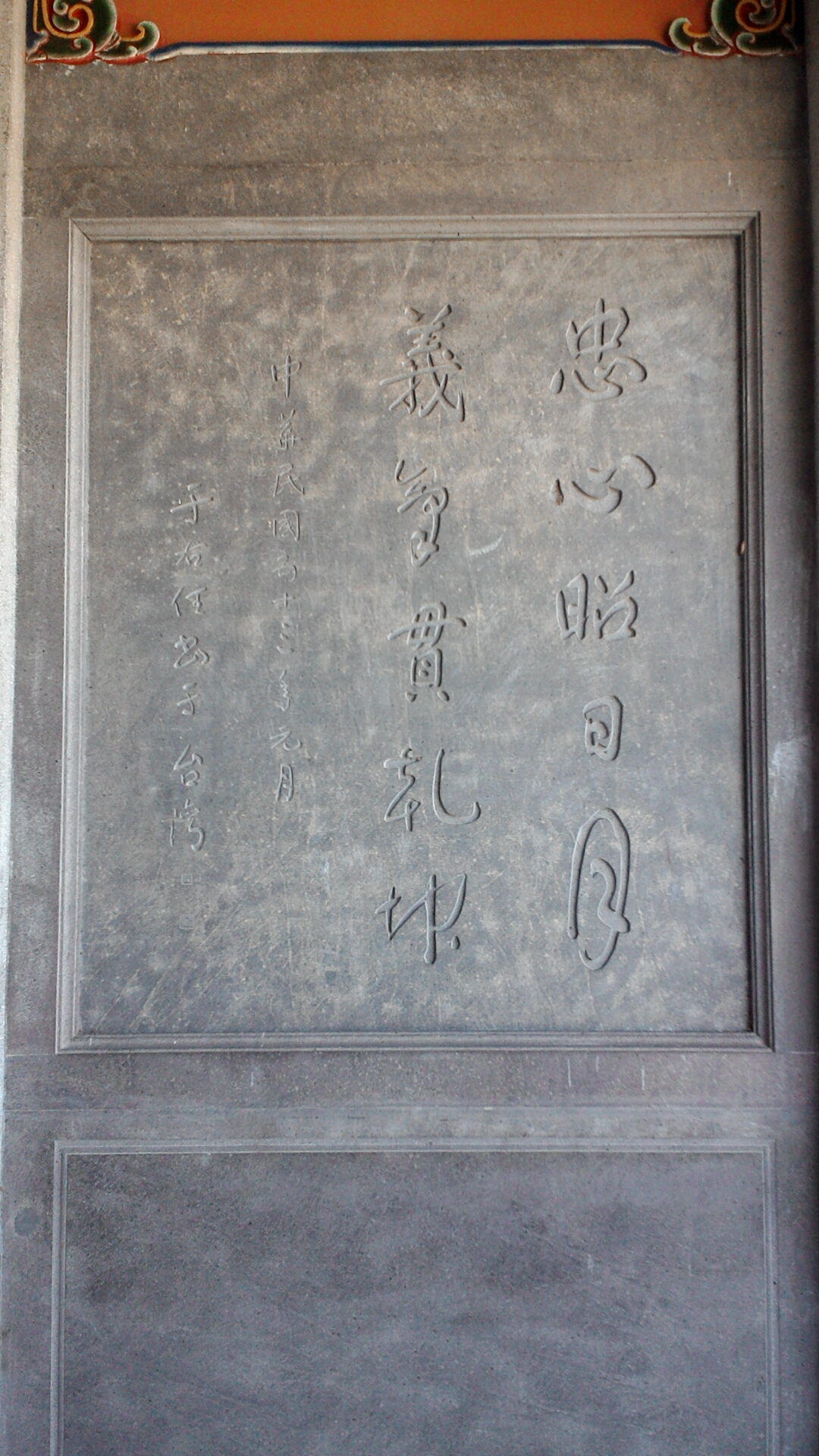
三峽行修宮內于右任書「忠心昭日月，義氣貫乾坤」，1964年1月

1948年4月19日，在當年3月的總統選舉過後，曾参选副总统選舉，然而根據當時的國民大會秘書處所公布副總統候選人簽署代表人數：于右任獲得512票的簽署支持，僅次於孫科。在4月20日下午的首輪投票中，于右任只獲得了493票，卻在同時競選的六人中排名第四，而無法進入第二輪投票。

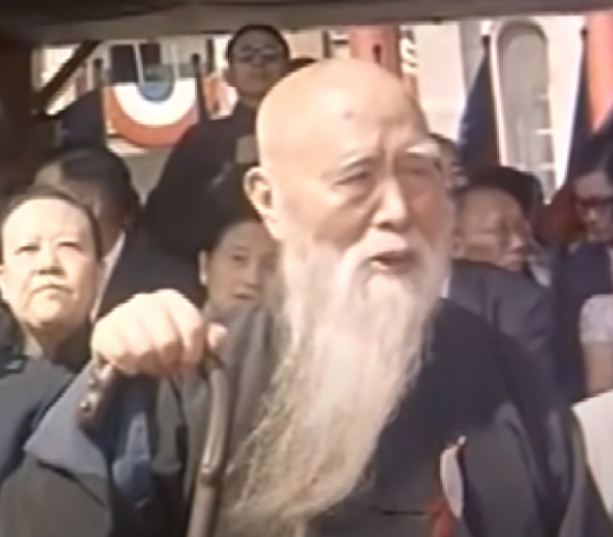
于右任在1961年双十节阅兵

1948年6月，于右任當選為監察院院長，劉哲當選為副院長。
1949年，随中華民國政府遷居台灣台北市青田街官邸。于右任寓居臺灣十五年，台灣書法風氣首次出現碑學壓倒館閣帖的趨勢。

## 逝世
1962年1月12日，于右任日記寫道：「我百年後，願葬於玉山或阿里山樹木多的高處，可以時時望大陸（旁邊自注：山要高者，樹要大者）。遠遠是何鄉，是我之故鄉。我之故鄉是中國大陸。不得大陸，不能回鄉。大陸乎，何日光復？」
1月24日，于右任於日記中寫下《思鄉歌》：“葬我於高山之上兮，望我大陆；大陆不可见兮，只有痛哭。葬我於高山之上兮，望我故乡；故乡不可见兮，永不能忘。天苍苍，海茫茫，山之上，国有殇。”
1964年8月12日，于右任因病於臺北榮民總醫院住院治療，後於11月10日20:08病逝。總統蔣中正於當日明令褒揚監察院院長于右任，總統令全文如下：

　　監察院院長于右任，德行醇厚，器量宏深，早與同盟，鼓吹革命，危身奮筆，風動四方，光復是圖，大勛克集。民國肇建，　國父嘉其賢勞，擢登樞府，嗣率靖國軍，經略西北。北伐之際，勠力戡定，益顯訏謨，行憲前後，長監察院，逾三十載。建立制度，維持綱紀，冠冕羣彥，齒德同尊。方今復興大計，實賴老成匡迪，遽聞捐館，震悼殊深。特派張羣、嚴家淦、谷鳳翔、李嗣璁、王宗山敬謹治喪。飾終之典，務極優隆，以示政府崇報元勳，表彰耆德之至意。此令。

總　　　統　蔣中正　　　　

行政院院長　嚴家淦　　　　

## 身後

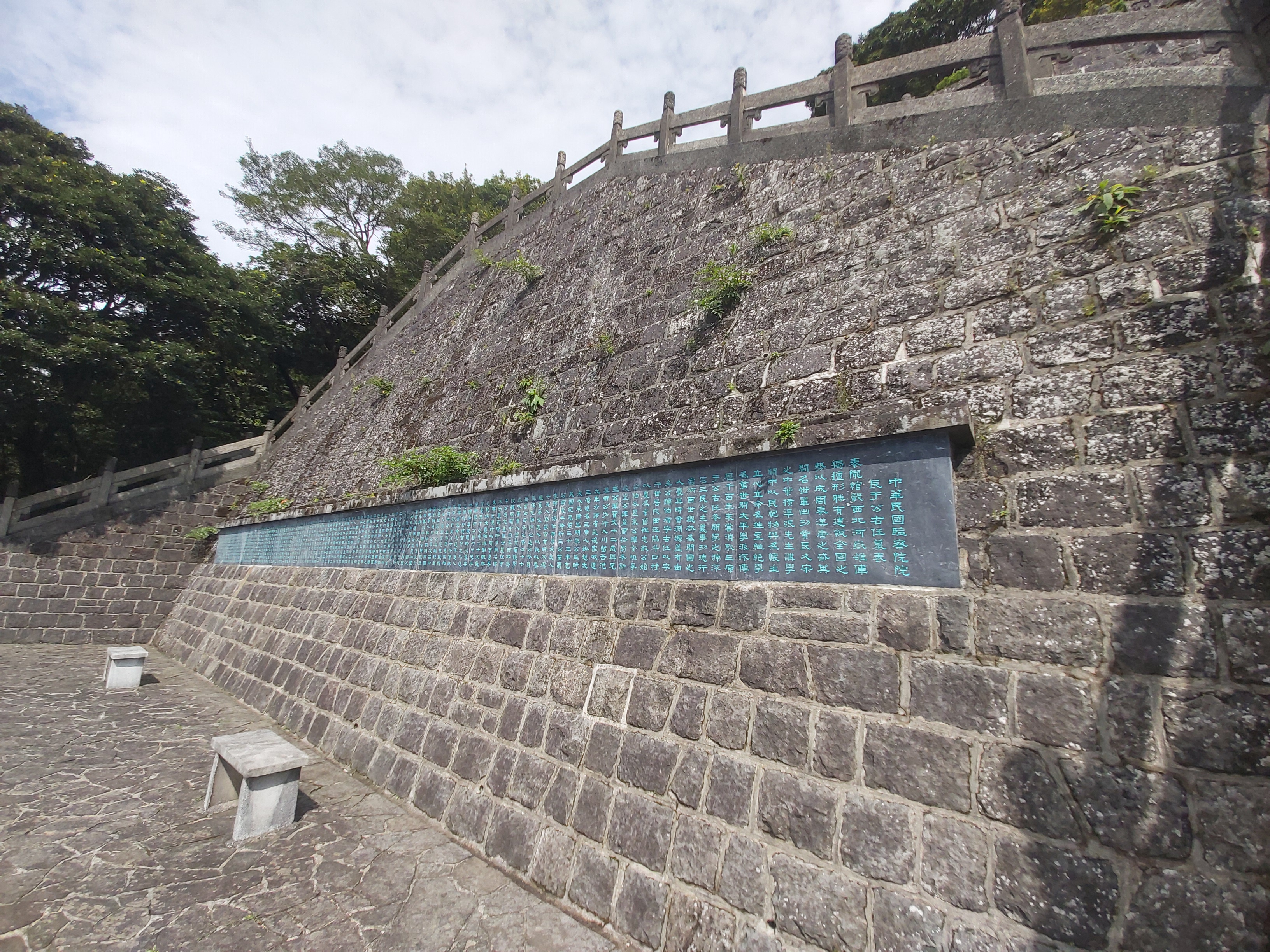
于右任墓墓表

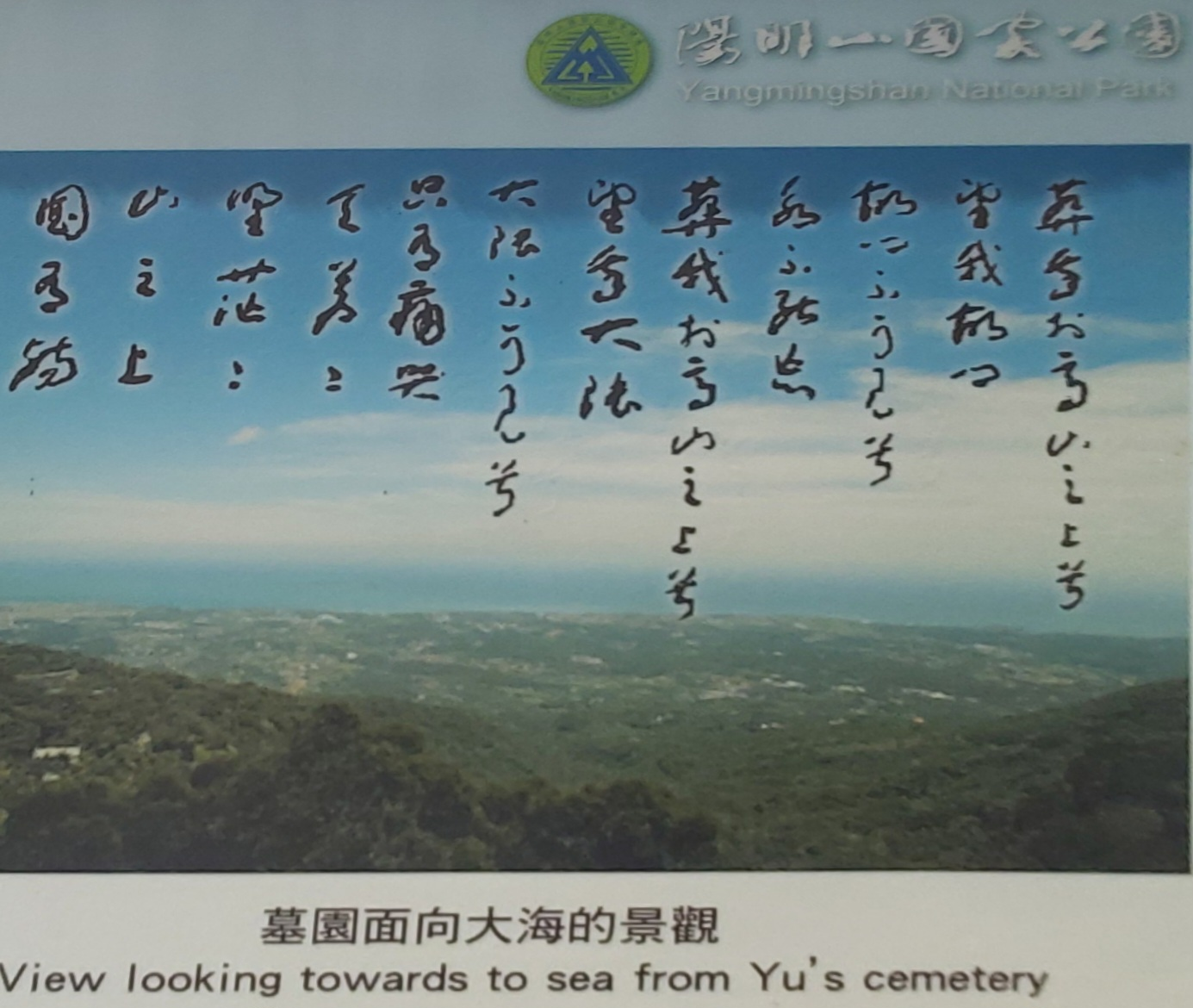
于右任墓前的《思鄉歌》草書

于右任去世後，安葬於台灣陽明山國家公園巴拉卡公路上的墓園。此外，中華民國政府在玉山主峰樹立其雕像，計3公尺高，本意在補足4,000公尺高度（玉山當時測量數據為海拔3,997米），並有尊重于右任遙望大陸遺願「葬我於高山兮，望我大陸」之意。但銅像於1995年、1996年二次遭到破壞；其中參與1995年11月1日第一次「砍頭」的「元兇」葉博文（前建國廣場成員、前台北二二八紀念館館長、核四公投促進會執行長）在追訴期過後的2007年2月12日首次公開承認破壞行為並引以為榮，而另二位破壞者為林長安（前綠色和平電台主持人）與陳朝順（綠黨2002年台北市第六選舉區市議員候選人），三人破壞的理由為「還我玉山原貌」；在首次被「斷頭」經修復後不久，在1996年5月初被整個拆除、丟入山谷，不知所終，這次破壞迄今無人出面承認說明。
台北市仁愛路與敦化南路交叉處的仁愛圓環設有臺北于右任銅像，在1998年遷至國立國父紀念館。
位在基隆市的崇右技術學院為于右任所提議創設，並於1964年開始招生，學校名稱有崇敬于右任之意涵。

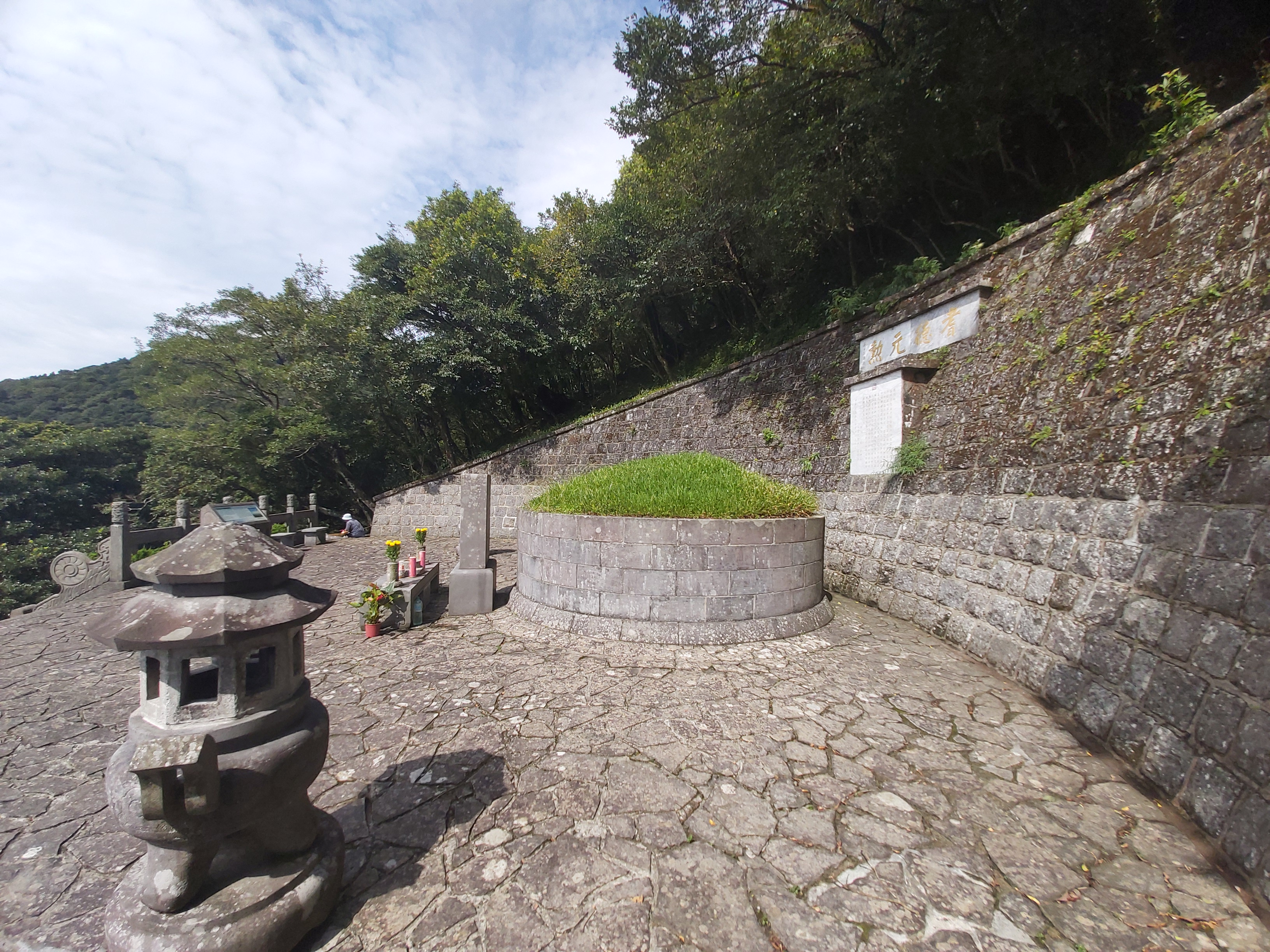
2012年，位於陽明山的于右任墓被定為新北市三級古蹟。

2014年3月，臺灣爆發佔領立法院事件，于右任題寫的“立法院”匾額被示威群眾拆下，台北市警局中正一分局20日表示，匾額已取回，先暫存分局內。
2014年12月，為紀念于右任逝世50周年，其籍貫陝西涇陽縣和出生地三原縣都舉行了紀念儀式和家祭。于右任的侄孫女于媛與陝西鄉親70餘人12月16日前往陽明山于右任墓園，以古禮獻上了來自家鄉的泥土、涇渭漢河水和五穀等祭品。于右任逝世50周年紀念大會12月17日在臺北舉行，兩岸逾百位人士出席。中華民國副總統吳敦義出席，並認為：于右任先生參與革命有成，在任監察院長期間端肅政風，更在書法上取得很大成就。

## 名言
于右任晚年賦詩一首：「風虎雲龍亦偶然，欺人青史話連篇，江山代有才人出，各苦生民數十年」。
《亡国三恶因》：
1. 民穷财尽，社会破产，国家破产。国有金，吝不与人，为他人藏。此其一。
2. 善不能举，恶不能退，利不能兴，害不能除。化善而作贪，使学而为盗。此其二。
3. 宫中、府中、梦中，此哭中、彼笑中，外人窥伺中、宵小拨弄中，国际侦探金钱运动中，一举一动，一黜一陟，堕其术中。此其三。

## 著作和成就
于右任精书法，尤擅草书，首創“標準草書”，被誉为“当代草圣”、“近代書聖”。于右任被列為「民國四大书法家」，其为楷书谭延闿、草书于右任、隶书胡汉民、篆书吴稚晖。
于右任1932年在上海創辦標準草書社，以易識、易寫、準確、美麗為原則，整理、研究與推廣草書，整理成系统的草书代表符号，集字編成《標準草書千字文》（1936年由上海文正楷印书局初版），影響深遠，至今仍在重印。著作《右任詩存》、《右任文存》、《右任墨存》、《標準草書》、《牧羊兒的自述》（1953）等。

## 軼事
于右任擔任監察院長時看到員工隨處小便，遂提筆寫下「不可隨處小便」公告張貼，因墨寶珍貴被人偷去收藏；又因于的標準草書字字可分離，後人便重新組裝成「小處不可隨便」。
中华民国政府原来将中東國家“Yemen”翻译为“也门”，于右任认为“也”在中国古代是阴户的象形字，因此「也门」的译法有不雅之嫌，在《中央日报》上投书建议改为“叶门”，后遂其愿。
香港著名客家菜食肆泉章居於石硤尾巴域街店的招牌，由于右任於1954年所題，店樓房外墻的招牌題字仍然留有于右任的簽名和蓋印。店家稱當年于右任喜愛泉章居的鹽焗雞，因而題字相送；又有說，第一代老闆陳奕泉是國民黨的忠實支持者，堅持所有食材及用具均需產自台灣或有關之商號，可能因這關係獲于右任題字；真相無從稽考。巴域街分店已結業多年，但招牌仍然遺留在大廈外牆上。
香港舊式具有歷史的宗教聖地，佛教道場尸羅精舍多處地方仍存有于右任所提的牌匾。

## 子女
長子，于望德（1912年12月8日－？），早年赴英國留學，先入愛丁堡大學，獲法學士學位。後入倫敦大學，獲政治學博士學位。期間曾任國民黨英國愛丁堡支部書記。返國後歷任重慶大學、中央大學教授。國民政府行政院憲政計劃委員會法制組專門委員、經濟會議政務組副主任、國民政府行政院參事。後在國民黨中央訓練團黨政訓練班十三期和國防研究院受訓。1945年當選爲國民黨第六屆中央候補執行委員。1947年5月，任駐哥倫比亞全權公使；6月兼駐委內瑞拉全權公使；7月兼駐厄瓜多爾全權公使。1948年當選爲行憲國民大會代表。1954年11月，任駐巴拿馬大使。1955年兼任駐洪都拉斯公使。1956年卸任，從巴拿馬返回台灣，任外交部顧問、行政院顧問、外交領使人員講習所顧問、中國文化學院政治研究所所長、國防研究院首席講座等。1984年于望德捐贈「南宋影青印花水草紋蓋盒」給國立故宮博物院。
次子，于彭（1916年9月9日－2019年9月14日），字仲芩，金陵大學肄業後，於英國愛丁堡大學獲碩士學位，後在哥倫比亞大學任國際關係研究員。曾任中華民國外交部美洲司專門委員。1956年3月，任中華民國駐秘魯大使館參事。1962年10月，任駐牙買加大使館代辦。1967年2月起，先後任外交部情報司副司長、簡任秘書兼國外經濟文化事務委員會執行秘書、研究設計委員會委員兼執行秘書、行政院參議等職。1971年7月，調任中華民國駐菲律賓大使館公使。1976年1月，任外交部領事事務處處長。1980年1月起，擔任中華民國駐宏都拉斯大使。2016年于彭捐贈所藏18件其父書法珍品給國立故宮博物院，2017年6月國立故宮博物院展出3個月的「自然生姿態－于右任書法特展」，當中主打選件就為于彭捐贈之精品。
三子，于中令，1939年出生於重慶，後隨父去臺灣。1963年赴美留學，是一位很有聲望的計算機專家。
女，于念慈，其夫張澄基。

## 書法作品集錦

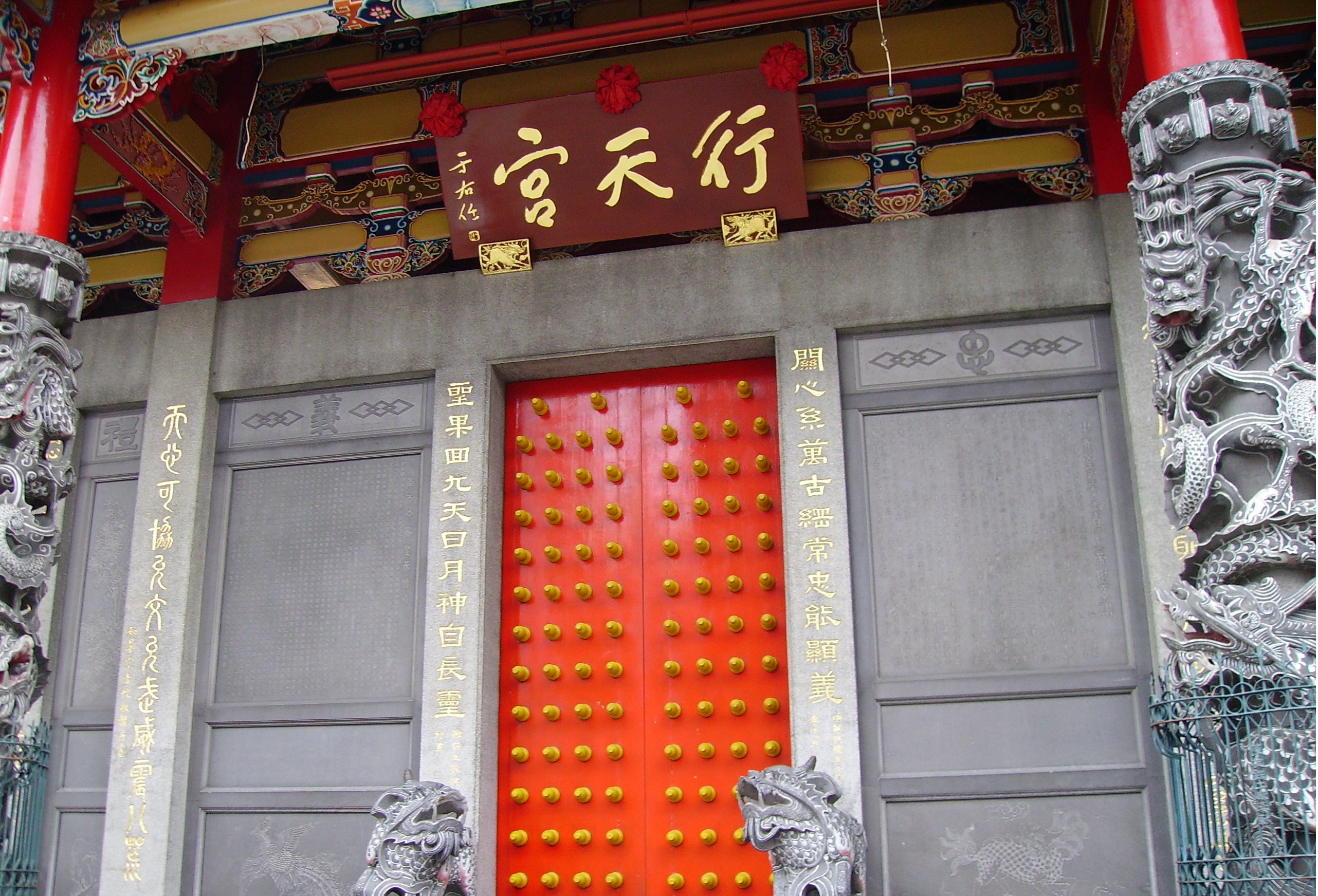
台北市行天宮
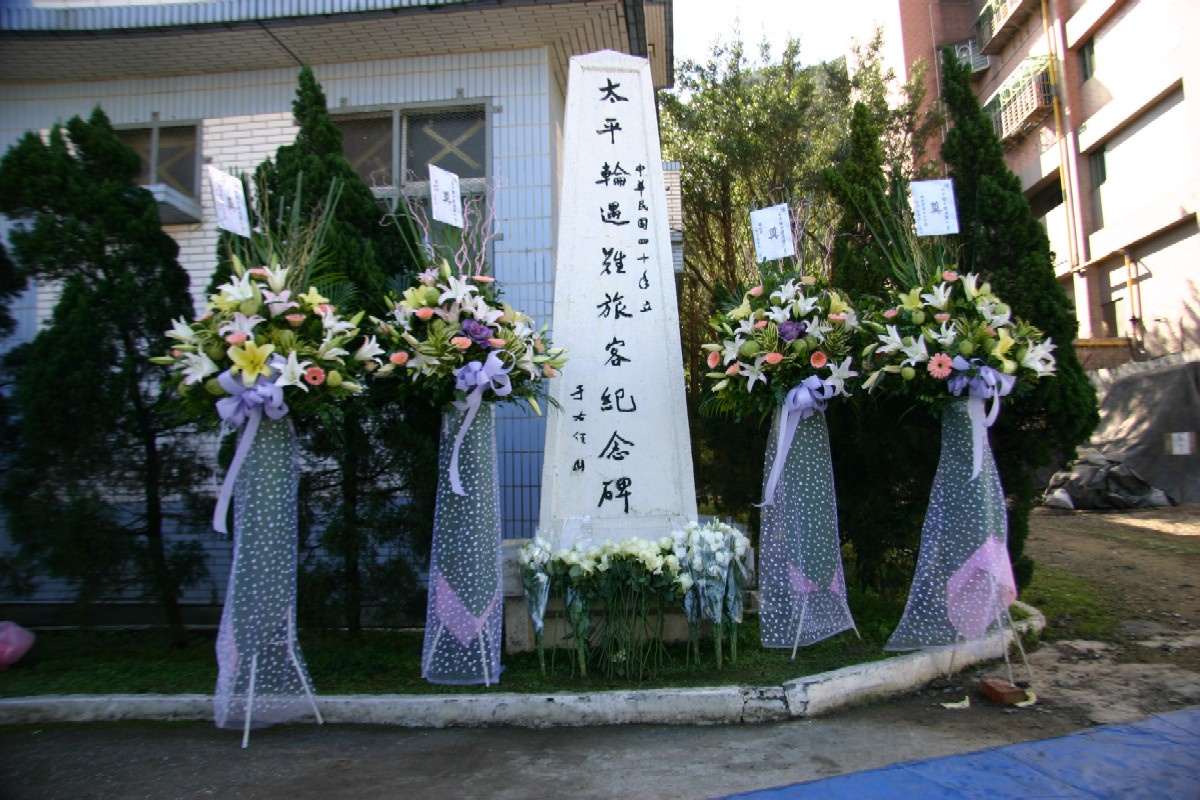
太平輪紀念碑文
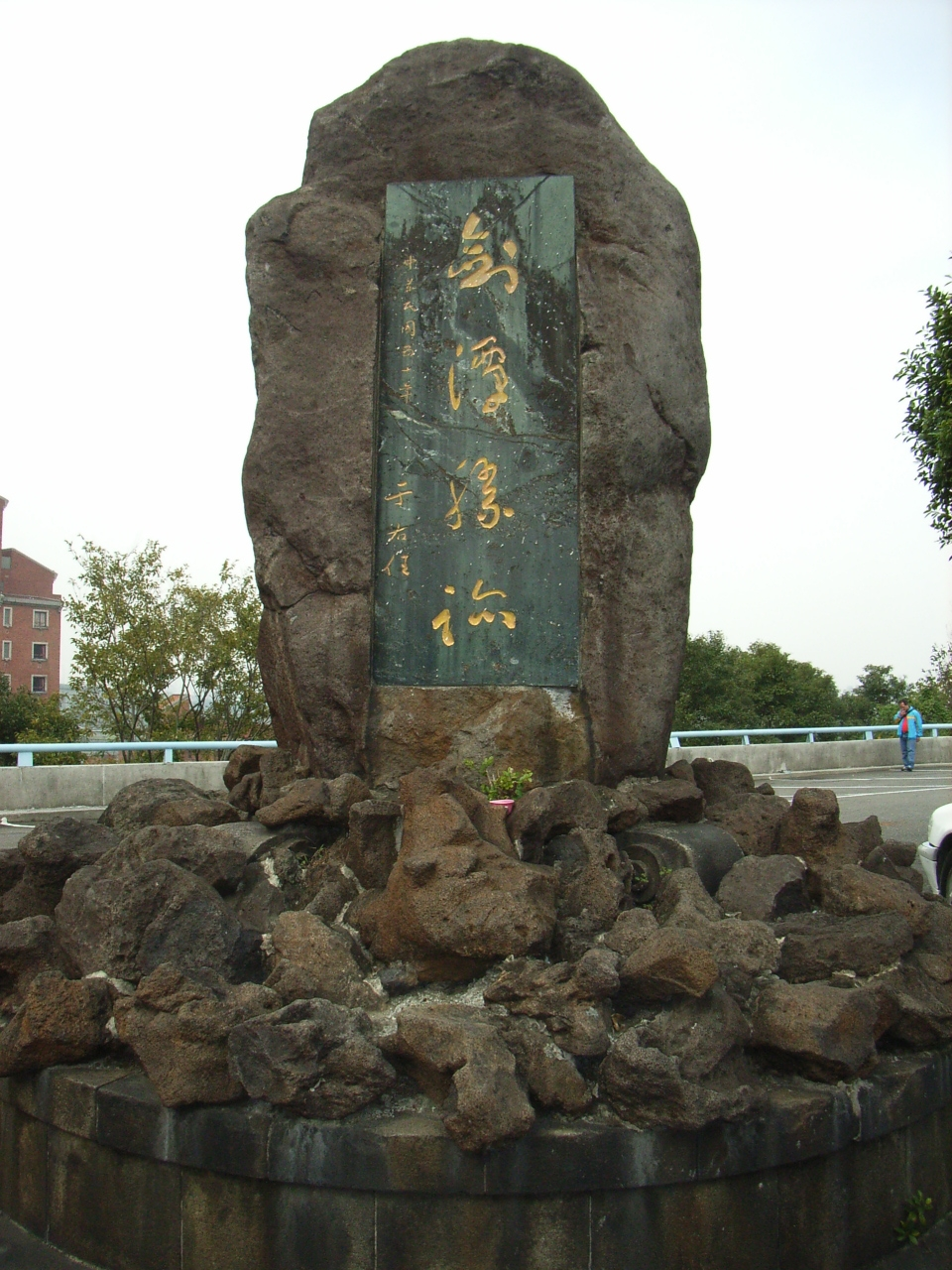
圓山飯店之「劍潭勝跡」碑石
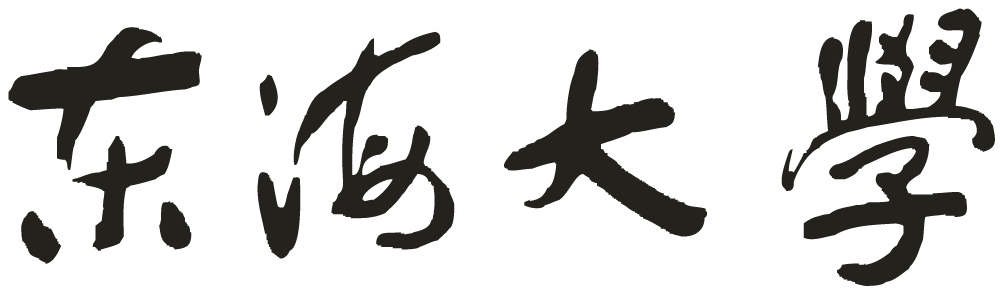
東海大學匾額

## 藝術形象
- 2009年《建國大業》，由許還山飾演于右任。

## 腳註
1. ↑  .   [2020-09-16]. （原始内容存档于2020-10-18）. （页面存档备份，存于）
2. ↑  . 人民政协报. 2021年07月29日  [2024年3月2日]. （原始内容存档于2024年3月2日）.
3. ↑  . 民國日報 (上海). 1918-08-20.
4. 1 2 3 4 5  李新總主編，中國社會科學院近代史研究所中華民國史研究室，韓信夫、姜克夫主編 (编). . 北京: 中華書局. 2011. ISBN 9787101079982.
5. 1 2  王禹廷. . . 臺北: 傳記文學出版社. 1989-10-01.
6. ↑  陳雷等編著. . 台北: 傳記文學出版社. 1978-06-01: 55.
7. ↑  . 1987: 147  [2020-10-01]. （原始内容存档于2020-10-18）. （页面存档备份，存于）
8. ↑  . 1987: 147  [2020-10-01]. （原始内容存档于2020-10-18）. （页面存档备份，存于）
9. ↑  . 《中華日報》. 1964-11-11: 第一版.
10. ↑  . 《自由時報》. 2007-02-13. （原始内容存档于2012-07-07）.
11. ↑  YouTube上的20140319 立法院中山南路匾額被拆
12. ↑  .   [2019-11-28]. （原始内容存档于2020-10-18）. （页面存档备份，存于）
13. ↑  .   [2019-11-28]. （原始内容存档于2020-10-18）. （页面存档备份，存于）
14. ↑  過來人. . 《快報》. 1995-07-08: 副刊①.
15. ↑  自然生姿態－于右任書法特展 （页面存档备份，存于），國立故宮博物院
16. ↑  記者葉素萍電. . 中央社. 台北. 2011-10-01  [2015-03-20]. （原始内容存档于2022-12-08）.
17. ↑  . 李敖. 2005-11-08  [2014-10-08]. （原始内容存档于2016-03-05）. （页面存档备份，存于）
18. ↑  Google Inc.  (地图). Google Inc. 6 May 2021  [6 May 2021].
19. ↑  訃告粥賢于右任之次子于彭在美國逝世享壽104歲 （页面存档备份，存于）全球粥会，2019年9月15日
20. ↑  .   [2017-12-16]. （原始内容存档于2018-04-24）. （页面存档备份，存于）
21. ↑  .   [2017-12-16]. （原始内容存档于2020-08-18）. （页面存档备份，存于）

## 外部連結
- 梅庭  臺北旅遊網
- 北投梅庭——文化部文化資產局（页面存档备份，存于）

| 官衔             | 官衔                                                    | 官衔                                |
| ---------------- | ------------------------------------------------------- | ----------------------------------- |
| 中華民國監察院   |                                                         |                                     |
| 首任             | 監察院院長 第一任 1948年6月9日 - 1964年11月10日         | 繼任： 李嗣璁代理 1965年8月17日真除 |
| 中華民國國民政府 |                                                         |                                     |
| 前任： 趙戴文    | 國民政府監察院院長 第三任 1930年11月18日 - 1948年6月9日 | 行憲，任期延續                      |